# Abedalá ibne Anre ibne Alas
Abedalá ibne Anre ibne Alas (Abdallah ibn Amr ibn al-As, nascido em Meca e morto em 684 no Egito) foi um dos companheiros do profeta Maomé. Filho do general Anre ibne Alas. Autor de "Al-Sahifah al-Sadiqah" (em árabe: الصحيفة الصادقة), um hádice do Profeta.